# Orthoporus torreonus
Orthoporus torreonus är en mångfotingart som beskrevs av Chamberlin 1943. Orthoporus torreonus ingår i släktet Orthoporus och familjen Spirostreptidae. Inga underarter finns listade i Catalogue of Life.